# Nils Lofgren
Nils Hilmer Lofgren (født 21. juni 1951) er en amerikansk rockmusiker og sangskriver, som spiller adskillige forskellige instrumenter. Sideløbende med sit arbejde som solist har han også været medlem af Bruce Springsteens E Street Band siden 1984. Han har tidligere været medlem af Neil Youngs band Crazy Horse og grundlagde bandet Grin. Lofgren blev optaget i Rock and Roll Hall of Fame som medlem af E Street Band i 2014.